# Abdorreza Alizade
Abdorreza Alizade (pers. عبدالرضا علیزاده; ur. 19 lutego 1987 w Urmii) – irański siatkarz, grający na pozycji libero. Od sezonu 2014/2015 występuje w drużynie Szahrdari Urmia.

## Sukcesy klubowe
Mistrzostwo Iranu:
- 2012, 2013
- 2014, 2015
- 2005, 2006, 2008, 2009, 2011, 2016, 2017

## Sukcesy reprezentacyjne
Mistrzostwa Azji Kadetów:
- 2005

Mistrzostwa Azji Juniorów:
- 2006

Mistrzostwa Świata Juniorów:
- 2007

Mistrzostwa Azji:
- 2009

Puchar Azji:
- 2010

## Nagrody indywidualne
- 2005: Najlepszy libero Mistrzostw Azji Kadetów
- 2010: Najlepszy libero Pucharu Azji